# El Cahulote de Santa Ana
El Cahulote de Santa Ana es una localidad del estado mexicano de Michoacán. Es parte del municipio de Turicato.

## Toponimia
El nombre «Cahulote» proviene del náhuatl: caulotl. Su significado es «Árbol de caulote». El nombre «Santa Ana» hace referencia a la santa patrona de la localidad: Santa Ana de Nazaret.

## Demografía
| Gráfica de evolución demográfica |
|                                  |

| Censo | Población |
| ----- | --------- |
| 1970  | 496       |
| 1980  | 1523      |
| 1990  | 1820      |
| 2000  | 1846      |
| 2010  | 1901      |
| 2020  | 2036      |